# Пляж «Омега»
Пляж «Омега» (крим. Omeğa plâj) — другий за величиною і масовості відвідування пляж Севстополя. Розташований на березі Круглої бухти, довжина — 700 метрів.

## Опис
Берег і дно — піщане, тільки в середній частині берег глинистий і дрібні камені (не галька). Вглиб бухта дуже мілка — 5—8 метрів, добре прогрівається. Через це дно заросло травою, яку навіть при невеликому хвилюванні викидає на берег у великих кількостях. Вода до полудня стає дуже брудною від часток піску, дрібного сміття і трави. 

## Розваги
Банан, аквабайк, водяна гірка, прокат човнів і велосипедів, багато барів, дельтаплан (з'явився в 1999 році, час польоту — 12—15 хвилин).